# El Matador
El Matador — видеоигра в жанре шутера от третьего лица, разработанная компанией Plastic Reality Technologies и изданная Cenega Publishing 26 сентября 2006. В России игра локализована и издана компанией 1С. Эта игра стала последним проектом, разработанным на движке MaxFX.

## Игровой процесс
Действие игры происходит в Колумбии. Игрок выступает в роли агента из управления по борьбе с наркотиками (DEA) Виктора Корбета с прозвищем Эль Матадор, которому вместе со своими союзниками предстоит противостоять организации, называющей себя la Valedora, занимающейся распространением наркотиков. В игре есть возможность использовать режим замедленной съемки Bullet time и выполнять прыжки с замедлением и стрельбой, брать по два оружия в обе руки, аналогично Max Payne. Игра обладает реалистичной физикой, в частности, реализованы элементы разрушаемого окружения, пули могут пролетать сквозь доски, а при стрельбе по металлическим поверхностям отлетают от них, давая возможность убить врага, находящегося за укрытием.

## Сюжет
Главный герой игры, агент DEA, Виктор Корбет, возвращается из тренировочного лагеря и узнает, что его брат убит, а киллера наняла наркомафия из Южной Америки.
На похоронах директор подразделения DEA просит Корбета закончить работу, начатую братом. Об этом становится известно преступникам и они «заказывают» героя группе высокопрофессиональных киллеров. Постепенно Корбету становится известно, что в дело, которое расследовал его брат, вовлечено намного больше людей, чем он ожидал, в число которых входят также и сотрудники управления.
В конце игры агент добирается до убийцы брата и убивает его.

## Критика
| Сводный рейтинг       | Сводный рейтинг |
| Агрегатор             | Оценка          |
| --------------------- | --------------- |
| GameRankings          | 57,56 %         |
| Metacritic            | 54 %            |
| Иноязычные издания    |                 |
| Издание               | Оценка          |
| 1UP.com               | C               |
| GameSpot              | 5,1             |
| IGN                   | 5,3             |
| Русскоязычные издания |                 |
| Издание               | Оценка          |
| Absolute Games        | 49 %            |
| PlayGround.ru         | 5,0             |
| «Страна игр»          | 6,0             |

В целом, игра получила смешанные отзывы, получив от Metacritic рейтинг 54 %. IGN дал игре оценку 5.3 со словами: «Если вы никогда не играли в Max Payne 2 и ищете какой-нибудь уникальный шутер от третьего лица с глупым сюжетом и достойным управлением, попробуйте El Matador». 1UP дал игре оценку «C» и рейтинг 50 %, сказав: «Сюжет El Matador, персонажи, и геймплей не добавили ничего нового в жанр. В игре нет ничего сильно плохого, но и нет ничего хорошего, что могло бы запомниться». Российский журнал «Игромания» назвал игру как: «технологичный, но безвкусный перепев Max Payne, успешно компенсирующий отсутствие вменяемого сюжета цельным геймплеем и приятной графикой».